# Jean-Baptiste Denoville
Jean-Baptiste Denoville (Dieppe, 23 juin 1732 - Caudebec-en-Caux, 21 avril 1783) est un navigateur né à Dieppe  et auteur d'un remarquable Traité de navigation.

## Le traité de navigation
Jean-Baptiste Denoville, pendant la guerre de Sept Ans est fait prisonnier par les Anglais et détenu à York. Il utilise sa détention pour rédiger un manuscrit de 262 pages qui représente une synthèse des connaissances des pilotes de vaisseaux du XVIIIe siècle.
Achevé en 1760, ce traité a été retrouvé dans le fonds patrimonial des manuscrits de la Bibliothèque municipale de Rouen.
En 2008, l'association Sciences en Seine et Patrimoine s'est chargée de publier un fac-similé du manuscrit, accompagné d'un livret de présentation. La réalisation d'une série de panneaux d'exposition a permis de faire connaitre l'ouvrage dans toute la France.

## Sources
- [PDF] Véronique Haugel, Denoville, capitaine à Caudebec-en-Caux, éd. Bulletin A.S.S.P Rouen
- Fauque Danielle, Revue d'histoire des sciences,, De l'art de naviguer à la science nautique au Siècle des lumières, vol. 63, , p. 189-219, janvier 2010
- Hervé Hillard, Voiles et Voiliers, Le traité de navigation de Jean-Baptiste Denoville, 1760, 19 novembre 2008